# Дёрст, Фред
Уи́льям Фредерик Дёрст (англ. William Frederick Durst; 20 августа 1970, Джексонвилл, Флорида) — американский певец, автор песен, актёр и кинорежиссёр. Он наиболее известен как основатель и вокалист ню-метал-группы Limp Bizkit, сформированной в 1994 году, с которой он выпустил шесть студийных альбомов.
На его основе был создан игровой персонаж для видеоигр «Fight Club», «WWF Raw» и «WWF SmackDown! Just Bring It» в качестве разблокируемого контента.
С 2006 года Дёрст работал над рядом независимых фильмов. Он снялся в фильме «Население 436», а в 2007 году дебютировал в качестве режиссёра, сняв драматический фильм «Образование Чарли Бэнкса». В 2008 году карьера в режиссуре пополнилась фильмом «Аутсайдеры». Последний на данный момент фильм Дёрста, «Фанат», вышел в 2019 году.

## Ранняя биография
Уилльям Фредерик Дёрст родился в городе Джексонвилл (штат Флорида), но вскоре в возрасте одного года переехали в Орландо, а затем на ферму в Черривилле (штат Северная Каролина). С пятого класса уже жил и учился в Гастонии (штат Северная Каролина), где он позже окончил школу. В возрасте 12 лет Дёрст заинтересовался брейк-дансом, хип-хопом, панк-роком и хэви-металом. Он начал читать рэп, заниматься битбоксом и диджеингом, а также особой страстью было катание на скейтборде. Отслужив два года в военно-морском флоте (1988—1990), Дёрст вернулся в Джексонвилл, где работал ландшафтным дизайнером и татуировщиком, одновременно разрабатывая идею группы, сочетающей элементы рока и хип-хопа.

## Карьера

### Формирование Limp Bizkit (1994—1998)
В 1994 году Дёрст, басист группы Malachi Sage Сэм Риверс и двоюродный брат Риверса Джон Отто объединились и написали три песни. Позже к ним присоединился гитарист Уэс Борланд. Дёрст назвал группу Limp Bizkit, потому что хотел, чтобы название отталкивало слушателей. Limp Bizkit превратились в культ на андеграундной музыкальной сцене, когда их каверы на песни Джорджа Майкла «Faith» и Полы Абдул «Straight Up» начали привлекать всё больше слушателей.
Позже, когда группа Korn выступали в городе на разогреве у Sick of It All, Дёрст пригласил их к себе домой. Он смог убедить басиста Реджинальда Арвизу послушать демо-версии песен «Pollution», «Counterfeit» и «Stalemate». Korn добавили в список исполнителей музыкального турне группу Limp Bizkit, хотя этого не было в их планах, к двум турам, что дало группе новую аудиторию. DJ Lethal, бывший участник хип-хоп-группы House of Pain, присоединился к группе в качестве тёрнтейблиста; в то время как разногласия Дёрста с Борландом привели к тому, что гитарист покинул группу.
В 1997 году Limp Bizkit подписали контракт с Flip Records, дочерней компанией Interscope Records, и выпустили свой дебютный альбом Three Dollar Bill, Y'all$. 23 октября 1997 года Дёрст познакомился с группой Staind, но он вскоре испытал отторжение из-за обложки дебютного альбома группы. Дёрст безуспешно пытался убрать Staind из счёта за концерт незадолго до их выступления, но, услышав исполнение группы, он был настолько впечатлён, что помог им с подписанием контракта с Elektra Records, записал демо с группой и стал сопродюсером их следующего альбома, Dysfunction.
После того, как Limp Bizkit завершили тур с группой Deftones, Макс Кавалера, бывший участник группы Sepultura, попросил Дёрста и DJ Lethal записать «Bleed», песню из одноимённого дебютного альбома его новой группы Soulfly. Кавалера заявил, что продюсер Росс Робинсон порекомендовал ему поработать с Дёрстом. Дёрст также принимал участие в записи трека в альбоме Korn Follow the Leader. Джонатан Дэвис намеревался записать рэп-баттл-трек с B-Real из Cypress Hill, но лейбл последнего не позволил ему это сделать, и вместо него был приглашён Фред Дёрст. Дэвис и Дёрст написали текст песни «All in the Family», в которой два вокалиста шуточно оскорбляли друг друга. Дэвис и Дёрст часто предлагали свои предложения; фраза, написанная Дёрстом «tootin' on your bagpipe», была слегка подкорректирована Дэвисом, заменив слово «bagpipe» на «fagpipe» и сказал следующее: «Я просто помог ему оскорбить меня посильнее».
Дёрст начал проявлять интерес к кинопроизводству, сняв видеоклип на сингл Limp Bizkit «Faith» для промоушена фильма «Очень дикие штучки»; он был недоволен этим видеоклипом и снял другой, в котором отдал дань уважения товарищам по туру Primus, Deftones и Mötley Crüe, которые также появились в видеоклипе.

### Успех и полемические выходки (1999—2005)
Limp Bizkit добились коммерческого успеха с альбомами Significant Other (1999) и Chocolate Starfish and the Hot Dog Flavored Water (2000). В июне 1999 года Дёрст был назначен старшим вице-президентом по A&R в Interscope Records.
Летом 1999 года Limp Bizkit выступили на долгожданном фестивале Вудсток ’99 перед примерно 200 000 зрителей. Концерт был омрачён вполне неадекватным поведением толпы, большая часть которого произошла во время и после их выступления, в том числе фанаты срывали фанеру со стен во время исполнения песни «Break Stuff». После концерта было зарегистрировано несколько случаев сексуального насилия. Дёрст заявил во время концерта: «Люди начинают причинять боль другим. Никто не должен так делать. Но и просто так стоять тоже не следует. Это была инициатива Аланис Мориссетт и её ублюдков-фанатов. Если кто-то упадёт, поднимите его. Мы уже выпустили пар. Теперь мы хотим выплеснуть позитивную энергию». Дёрст позже заявил в интервью: «Я не видел, чтобы кто-то пострадал. Ты этого просто не сможешь увидеть. Когда ты смотришь на огроменную толпу людей, а сцена находится на высоте двадцати футов, и ты выступаешь, и чувствуешь свою музыку, то как можно увидеть, чтобы кто-то кому-то причинил боль?». Лес Клейпул сказал газете San Francisco Examiner: «На Вудстоке Дёрст был Дёрстом. Его позиция такова: „Отсутствие прессы — это плохая пресса“, поэтому он сам навлекает это на себя. Он погряз в этом. Тем не менее, он отличный парень». «Легко указывать пальцем и обвинять [нас], но они наняли нас за то, что мы делаем — и всё, что мы сделали, это то, за что нас наняли. Я бы пальцем указал на людей, которые нас наняли», — сказал Дёрст, имея в виду соучредителя Woodstock Майкла Лэнга.
В июне 2000 года тур Limp Bizkit спонсировался скандальным файлообменным сервисом Napster. Дёрст был ярым сторонником обмена файлами. Во время церемонии вручения премии MTV Video Music Awards 2000 Дёрст исполнил песню Limp Bizkit «Livin' It Up» в дуэте с Кристиной Агилерой. В ответ на выступление фронтмен Filter Ричард Патрик заявил, что «появление Фреда на сцене с Кристиной Агилерой смутило всех». В ответ на негативную реакцию на выступление Дёрст сказал: «Люди всегда просто хотят поговорить о Бритни или Кристине. В чём проблема? Потому что они создают музыку, которая нам не может нравиться? Или вы думаете, что они — заклятые враги того, о чём наша музыка? Зачем принижать? Зачем быть таким музыкальным грёбаным расистом? Что ты имеешь в виду, говоря, что я не могу общаться с такими людьми? Очевидно, мне было похер на это. И думаю, что не стоит на это делать акцент, а иначе так и будут обсуждать ещё больше».
Во время тура 2001 года по Австралии на фестивале Big Day Out в Сиднее подросток Джессика Михалик умерла от удушья из-за столкновения фанатов в мош. В Окленде (Новая Зеландия) во время того же тура Дёрст плеснул водой на голову сотруднику службы безопасности, которому было поручено разрядить аналогичную обстановку. Во время давки на фестивале Big Day Out Дёрста обвинили в том, что он насмехался над охранниками, вмешавшимися в ситуацию. В суде Дёрст, которого представлял его давний адвокат Эд Макферсон, заявил, что он предупредил организаторов концерта Аарона Джексона, Уилла Пирса и Амара Тейлора, а также промоутера Вивиан Лис об опасностях. После просмотра видео и заслушивания показаний свидетелей коронер сказал, что плотность толпы людей могла предшествовать опасности в то время, когда Limp Bizkit вышли на сцену, и Дёрсту следовало действовать более ответственно, когда проблема стала очевидной. Дёрст заявил, что он был «эмоционально травмирован» из-за смерти подростка.
В 2002 году Дёрста попросили написать песни для Бритни Спирс, а позже он сказал, что у него с ней были отношения. Спирс опровергла слова Дёрста. В интервью 2009 года он предположил: «Я думаю, что для такого парня, как я, было табу общаться с такой девушкой, как она». В феврале 2005 года в Интернете была опубликована секс-запись с участием Дёрста. Дёрст подал иск на 70 миллионов долларов против десяти веб-сайтов, разместивших видео.
В мае 2003 года стало известно, что Дёрст работает над сайд-проектом в стиле нью-вейв, одновременно занимаясь записью альбома Limp Bizkit Results May Vary. Группа, получившая название Pacifica, как сообщается, находилась на «очень ранней стадии своего развития» и имела звучание, напоминающее Duran Duran и Soft Cell. Новости о группе быстро сошли на нет, и никаких релизов так и не появилось.
В июле 2003 года Limp Bizkit приняли участие в Summer Sanitarium Tour, хедлайнером которого выступили Metallica. В дни, предшествовавшие завершению тура в Чикаго, местный радиоведущий Манкоу Мюллер высмеял Дёрста и предложил слушателям, присутствовавшим на концерте, высмеивать певца и бросать мусор. Когда толпа скандировала «fuck Fred Durst» и забрасывала сцену мусором, Дёрст разгневался после нескольких исполненных песен, бросил микрофон и ушёл со сцены. В конечном итоге адвокат города Чикаго Майкл Янг подал коллективный иск против Дёрста в суд за нарушение контракта (за то, что он не завершил шоу).
В мае 2005 года был выпущен мини-альбом The Unquestionable Truth (Part 1). Сэмми Сиглер записал барабанные партии для большей части альбома. По настоянию Дёрста альбом был выпущен без какой-либо рекламы или продвижения. Альбом разошёлся тиражом более 2 000 000 копий по всему миру, достигнув 24-го места в Billboard 200. Позже Дёрст заявил, что, несмотря на название альбома, никакого продолжения The Unquestionable Truth выпущено не будет. Позже в том же году группа выпустила сборник Greatest Hitz.
Будучи объектом издевательств в детстве, Дёрсту не нравилось видеть, как люди «используют музыку группы в качестве палки для пыток других людей»; чувствуя, что его музыка неправильно интерпретируется, он позже решил сделать творческий перерыв в группе.
Дёрст также сказал, что он создал персонажа для своей музыки, и что он также был неправильно понят публикой: «Я всегда знал, что парень в красной кепке — это не я. Я доктор Франкенштейн, и это моё творение. Быть брейк-дансером, татуировщиком и любить рок и хип-хоп было слишком; это была сознательная попытка создать Фреда Дёрста, и в конце концов мне пришлось вывести этого парня на сцену. Он зажил своей собственной жизнью. Это было просто болезненным перевоплощением».

### Карьера в киноиндустрии (2006—2009)
Пока у Limp Bizkit был перерыв, Дёрст начал сниматься в независимых фильмах. В 2006 году Дёрст снялся в фильме «Население 436». Его режиссёрский дебют «Образование Чарли Бэнкса» вышел на экраны в следующем году. Фильм, в котором снялись Джесси Айзенберг, Крис Маркетт и Джейсон Риттер, получил смешанные отзывы; агрегатор рецензий Rotten Tomatoes присвоил фильму оценку 46 из 100. Консенсус веб-сайта гласил: «Неравномерность и серьёзность портят эту в остальном милую, удивительную подростковую драму». Вторая режиссёрская работа «Аутсайдеры» с Айс Кьюбом и Кеке Палмер в главных ролях была выпущена в 2008 году. Rotten Tomatoes присвоил фильму оценку 39 из 100, при этом единодушное мнение указывало на то, что фильм был «в значительной степени шаблонным делом, редко отклоняющимся от вдохновляющего плана спортивных фильмов». В том же году Дёрст снялся в роли бармена в двух эпизодах телевизионной медицинской драмы «Доктор Хаус».

### Воссоединение Limp Bizkit (2009-настоящее время)
В 2009 году группа Limp Bizkit воссоединилась и отправилась на гастроли. Дёрст объявил о записи нового альбома Gold Cobra. Альбом был выпущен 28 июня 2011 года и получил смешанные отзывы. Он достиг 16-го места в Billboard 200. В 2012 году Дёрст участвовал в записи кавер-песни «Bitch Betta Have My Money» группы AMG вместе с Insane Clown Posse, которые записывали кавер-альбом Smothered, Covered & Chunked. В феврале 2012 года Лил Уэйн объявил в интервью, что Limp Bizkit подписали контракт с его лейблом Cash Money Records, что Дёрст подтвердил на своей странице в Твиттере. Несколько месяцев спустя Дёрст участвовал вместе с рэперами Birdman и Лилом Уэйном в записи песни Кевина Рудольфа «Champions», которая достигла пика в топ-10 на iTunes.
Первоначально Дёрст должен был стать режиссёром и продюсером фильма «Хроники ломбарда» с Полом Уокером в главной роли, но позже режиссёром фильма был выбран Уэйн Крамер. В 2014 году Дёрст снял три рекламных ролика для сайта Eharmony. В феврале 2018 года Дёрст приступил к съёмкам фильма «Фанат» с Джоном Траволтой в главной роли.

## Личная жизнь
У Дёрста есть дочь по имени Адриана. Она родилась 3 июня 1990 года в семье Дёрста и его тогдашней жены Рэйчел Тергесен. У него также есть сын по имени Даллас (родился 30 августа 2001 года) от бывшей девушки, актрисы Дженнифер Тейер.
В 2007 году Дёрст признан виновным в мелком правонарушении, включая нанесение побоев, нападение и неосторожное вождение. Согласно судебным документам, Дёрст сбил на своей машине двух жителей Лос-Анджелеса 25 октября 2006 года. Он был приговорён к 120-дневному условному сроку, 20 часам общественных работ и штрафу в размере 1500 долларов.
В 2009 году Дёрст женился на Эстер Назаровой, но вскоре развёлся через три месяца. Дёрст женился в третий раз на визажистке Ксении Берязиной в 2012 году. Они подали на развод в сентябре 2018 года и окончательно развелись в 2019 году.
В 2015 году Дёрст заявил о своей заинтересованности в получении российского паспорта и проведении полугода в Крыму. Он написал письмо, в котором заявил, что Владимир Путин — «отличный мужик с чёткими моральными принципами и в целом хороший человек». Служба безопасности Украины после этого запретила Дёрсту въезд в Украину на пять лет «в интересах обеспечения безопасности» страны.
Во время лесных пожаров в Калифорнии в 2018 году дом Дёрста сгорел дотла и потерял большую часть своего имущества. Его коллега по группе, Уэс Борланд, также потерял в огне несколько единиц оборудования. Они хранились в доме Дёрста, поскольку запись была запланирована на следующий день после того, как произошёл пожар.

## Скандалы и конфликты

### Slipknot
Дёрста обвинили в оскорблении фанатов группы Slipknot в 1999 году из-за того, что тот назвал их «толстыми, уродливыми детьми». Вокалист Slipknot Кори Тейлор ответил во время выступления в Сиднее, заявив, что поклонники Slipknot «по большей части слушают разную музыку, например, Limp Bizkit… может быть». Тейлор продолжил, что оскорбление поклонников Slipknot также может быть оскорблением и поклонников Limp Bizkit.

### Creed
В июне 2000 года Limp Bizkit выступили на Dysfunctional Family Picnic, но опоздали на сет на час. Представитель Interscope заявил, что возникла путаница по поводу установленного группой времени. Во время выступления группы Дёрст раскритиковал вокалиста Creed Скотта Степпа, назвав его «эго-маньяком». Позже, по словам Дёрста, представители Creed подарили ему «курсы по управлению гневом» с автографом во время выступления на Total Request Live.

### Placebo
Вражда между Limp Bizkit и Placebo началась в декабре 1998 года во время шоу на Irving Plaza. Ссора с вокалистом Брайаном Молко привела к тому, что Дёрст попросил толпу скандировать «Placebo sucks!» (рус. Placebo отстой!) перед выступлением Placebo. Позже Молко прокомментировал, что никто не сказал ему, что Дёрст будет ведущим шоу и что Placebo должен будет последовать за выступлением Кида Рока. Прежде чем представить Staind в 1999 году на Dysfunctional Family Picnic KROCK в Холмдейле (Нью-Джерси), Дёрст ещё раз призвал толпу скандировать уже более грубую фразу «Fuck Placebo» (рус. Нахер Placebo). Вражда возобновилась во время Big Day Out в 2001 году, на котором Молко предположил, что Дёрст проявляет негатив по отношению к нему. К 2004 году вражда прекратилась.

### Эминем
Дёрст поссорился с рэпером и бывшим другом Эминемом из-за вражды последнего с Эверластом. Это привело к тому, что Эминем записал дисс-трек против Дёрста под названием «Girls» в альбоме своей группы D12 2001 года Devil's Night. Хотя Эминем оскорблял Дёрста, причиной вражды был другой участник Limp Bizkit, DJ Lethal.

### Insane Clown Posse
6 октября 2018 года Shaggy 2 Dope из хип-хоп-дуэта Insane Clown Posse попытался нанести урон Дёрсту во время исполнения песни «Faith». DJ Lethal из Limp Bizkit прокомментировал это на прямой трансляции в Инстаграме, назвав Shaggy «охотником за облаками». По словам Shaggy 2 Dope, который является профессиональным рестлером с большим опытом, он не собирался причинять Дёрсту никакого вреда, а мотив для нанесения урона был вызван его ссорой с охранником, который впустил его на сцену после того, как Дёрст объявил: «Мне нужно несколько человек на сцене».

### Трент Резнор и Мэрилин Мэнсон
Трент Резнор, чей музыкальный проект Nine Inch Nails оказал влияние на музыку Дёрста, неоднократно оскорблял его. Резнор высмеял Дёрста, сказав: «Одно дело, если ты знаешь своё место; типа: „Эй, я идиот, который делает дерьмовую музыку, но люди её слушают — к чёрту, мне весело“. Но совсем другое дело, когда ты думаешь, что ты Дэвид Боуи после того, как не спал всю ночь, чтобы написать песню под названием „Break Stuff“. Я имею в виду, что Фред Дёрст, вероятно, первые пару раз неправильно написал слово „перерыв“. Фред Дёрст может быть крутым парнем, но я его не знаю. Но его „искусство“ — в самом широком смысле этого слова — хрень». Дёрст, в свою очередь, сделал много ссылок на Nine Inch Nails в песне Limp Bizkit «Hot Dog», что привело к тому, что Резнор стал соавтором. Резнор сказал, что никаких проблем не было, в шутку заявив, что «Когда его запись собирались свести, [Дёрст] понял: „Чёрт возьми, мне лучше сначала спросить разрешения, иначе на меня могут подать в суд!“ Я позволил ему сделать это».
В 1999 году Мэрилин Мэнсон оскорбил Limp Bizkit и их поклонников, назвав их «неграмотными обезьянами, которые надрали вам [поклонникам] задницу в школе за то, что вы „педик“, а теперь продают вам беззвучные тестостероновые гимны женоненавистничества и притворяются аутсайдерами…».
Фред Дёрст ответил на высказывания Мэнсона и Резнора: «Я понимаю, что Мэрилин Мэнсон очень недоволен тем, что его карьера пошла прахом, и он оттолкнул своих поклонников, поэтому, если ему приходится говорить подобные вещи, потому что он очень зол на себя, я бы простил его. И Трент Резнор в той же грёбаной лодке. Трент Резнор явно недоволен тем, как он оттолкнул мир, сколько времени ему потребовалось, чтобы записать альбом, и как он думал, что он бессмертен. Мы просто здесь делаем то, что делаем, и нам нечего ни о ком говорить. Я желаю им обоим удачи, и мне жаль, что они так ревнуют и злятся на себя, что им приходится нести всякую херню».

## Дискография
- Three Dollar Bill, Y'all$ (1997)
- Significant Other (1999)
- Chocolate Starfish and the Hot Dog Flavored Water (2000)
- Results May Vary (2003)
- The Unquestionable Truth (Part 1) (2005)
- Gold Cobra (2011)
- Still Sucks (2021)

#### Гостевое участие
| «All in the Family» (Korn совместно с Фредом Дёрстом)                                                     | 1998 | — | —  | Follow the Leader                        |
| «Go Away» (Cold совместно с Фредом Дёрстом)                                                               | 1998 | — | —  | Cold                                     |
| «Bleed» (Soulfly совместно с Фредом Дёрстом и DJ Lethal)                                                  | 1998 | 8 | 88 | Soulfly                                  |
| «Get Naked» (Methods of Mayhem совместно с Фредом Дёрстом, Lil' Kim, Mixmaster Mike и Джорджем Клинтоном) | 1999 | — | —  | Methods of Mayhem                        |
| «Them Girls» (Run-D.M.C. совместно с Фредом Дёрстом)                                                      | 2001 | — | —  | Crown Royal                              |
| «Famous» (Rock совместно с Фредом Дёрстом)                                                                | 2004 | — | —  | Veteranz Day — The Best of Rock Volume 2 |
| «Here We Are (Champions)» (Кевин Рудольф совместно с Limp Bizkit, Birdman и Лилом Уэйном)                 | 2013 | — | —  | Rich Gang                                |
| «Seamless» (Кори Фельдман совместно с Фредом Дёрстом)                                                     | 2016 | — | —  | Angelic 2 the Core                       |
| «—» означает, что сингл не вошёл в чарт.                                                                  |      |   |    |                                          |

## Фильмография
| Год  | Название                    | Роль                         | Примечания                                      |
| ---- | --------------------------- | ---------------------------- | ----------------------------------------------- |
| 2001 | Образцовый самец            | Камео                        |                                                 |
| 2003 | Поли Шор мёртв              | Камео                        |                                                 |
| 2005 | Откровения                  | Огден                        | Мини-сериал                                     |
| 2005 | Извините, ненавистники      | Эван Джулс                   |                                                 |
| 2006 | Население 436               | Бобби Кейн (помощник шерифа) |                                                 |
| 2008 | Доктор Хаус                 | Бармен                       | Эпизод: «Голова Хауса» Эпизод: «Сердце Уилсона» |
| 2009 | Изображая мёртвого          | Ледж                         |                                                 |
| 2018 | Mostly 4 Millennials        | Диджей Дёрст                 | Постоянный персонаж                             |
| 2024 | Я видел свечение телевизора | Фрэнк                        |                                                 |
| 2024 | Миллениум                   | в роли самого себя           |                                                 |

| Название                 | Год  |
| ------------------------ | ---- |
| Образование Чарли Бэнкса | 2007 |
| «Аутсайдеры»             | 2008 |
| EHarmony                 | 2014 |
| «Фанат»                  | 2019 |

## Награды и номинации
| Год  | Награда        | Номинация                                   | Работа | Результат | Примм. |
| ---- | -------------- | ------------------------------------------- | ------ | --------- | ------ |
| 2020 | Золотая малина | Премия «Золотая малина» за худшую режиссуру | Фанат  | Номинация | [ 80 ] |